# Emily Cox
Emily Cox, née le 23 février 1985 à Vienne, est une actrice anglo-autrichienne. Elle joue le rôle principal de Brida dans la série télévisée The Last Kingdom.

## Biographie

### Jeunesse et formation
Emily Cox est née d'un père britannique et d'une mère irlandaise. Ses parents sont tous deux pianistes et arrivèrent en Autriche grâce à une bourse. Elle a grandi dans un environnement bilingue (anglais et allemand) à Vienne.
Après avoir obtenu son diplôme d'études secondaires en 2003, elle étudie le théâtre au séminaire Max Reinhardt à Vienne,.

### Carrière
Alors étudiante, Emily Cox fait ses débuts au cinéma en 2008 dans le court métrage Verwehte de Tobias Dörr aux côtés de Susanne Lothar et Ulrich Mühe. Le rôle de la « jeune fille» lui vaut le prix d'interprétation du Festival international du film de l'Académie du film de Vienne et lui permet de jouer de nombreux rôles différents au cinéma et à la télévision.
Ses rôles les plus importants à ce jour incluent le rôle principal de Gretchen Dutschke-Klotz dans le documentaire et long métrage de Stefan Krohmer Dutschke, ainsi que « Mizzi », qui est la fille de Johannes Krisch dans le drame cinématographique autrichien Die Vaterlosen, et le rôle de Liesl dans La montagne silencieuse.
Elle atteint la reconnaissance internationale dans le rôle de Brida, l'un des rôles principaux de la série de la BBC et de Netflix The Last Kingdom, basée sur le livre Les Histoires saxonnes de Bernard Cornwell.

### Vie privée
Emily Cox vit à Vienne et à Berlin.

## Filmographie

### Cinéma
- 2009 : Dutschke de Stefan Krohmer : Gretchen Dutschke-Klotz
- 2010 : Rammbock de Marvin Kren : Anita
- 2014 : Praia do Futuro de Karim Aïnouz : Nanna
- 2014 : Dolomites 1915 d'Ernst Gossner : Lisl Gruber
- 2019 : Du miel plein la tête de Til Schweiger : la directrice de la maison de retraite
- 2023 : The Last Kingdom : Sept rois doivent mourir (The Last Kingdom: Seven Kings Must Die) d'Edward Bazalgette : Brida

### Télévision
- 2015 : Homeland : Claudia
- 2015-2022 : The Last Kingdom : Brida
- 2024 : Les Meurtres zen : Katharina

## Théâtre
- 2008/09 : Besuch bei dem Vater (Visite du père) de Roland Schimmelpfennig, mise en scène : Stephanie Mohr, Theater in der Josefstadt

## Distinctions

### Récompenses
- prix d'interprétation du Festival international du film de l'Académie du film de Vienne